# Lupstein
Lupstein település Franciaországban, Bas-Rhin megyében. Lakosainak száma 826 fő (2022. január 1.). Lupstein Altenheim, Dettwiller, Ingenheim, Littenheim, Waldolwisheim és Wilwisheim községekkel határos.

## Népesség
A település népességének változása:
| Lakosok száma | 808  | 795  | 807  | 794  | 800  | 806  | 812  | 820  | 826  |
|               | 2013 | 2015 | 2016 | 2017 | 2018 | 2019 | 2020 | 2021 | 2022 |